# Kristina Kappelin
Anna Kristina Kappelin, född 13 april 1958 i Vantörs församling, Stockholm, är en svensk journalist och författare. Kappelin har varit utrikeskorrespondent för SVT och skrivit i bland annat Dagens Industri och Sydsvenska Dagbladet. 
Kappelin har avlagt filosofie kandidat-examen i film- och teaterhistoria, sociologi och kulturkommunikation vid Lunds universitet samt även studerat vid Journalisthögskolan i Göteborg och Johns Hopkins School of Advanced International Studies i Bologna. Hon har publicerat flera böcker om Italien. Hon tävlade 2007 i På spåret tillsammans med Kjell Bergqvist, men förlorade båda sina matcher och gick inte vidare.
Från januari 2018 är hon vd och intendent för kulturcentret Villa San Michele på Capri.
Kappelin erhöll 2011 Johan Hansson-priset för boken Berlusconi – italienaren.